# Campionati mondiali juniores di bob 2008
I Campionati mondiali juniores di bob 2008, ventiduesima edizione della manifestazione organizzata dalla Federazione Internazionale di Bob e Skeleton, si sono disputati il 9 e il 10 febbraio 2008 a Igls, in Austria, sulla Kunsteisbahn Bob-Rodel Igls, il tracciato sul quale si svolsero le competizioni del bob e dello slittino ai Giochi di Innsbruck 1976 e le rassegne iridate juniores del 2001 (per le sole specialità maschili) e del 2006 (anche nel bob a due donne). La località tirolese ha quindi ospitato le competizioni mondiali di categoria per la terza volta nel bob a due uomini e nel bob a quattro e per la seconda nel bob a due donne.

## Risultati

### Bob a due uomini
La gara si è disputata il 9 febbraio 2008 nell'arco di due manches ed hanno preso parte alla competizione 27 compagini in rappresentanza di 14 differenti nazioni.
| Pos. | Atleti                               | Nazione  | Tempo   | Distacco |
| ---- | ------------------------------------ | -------- | ------- | -------- |
|      | Gregor Baumann Jürg Egger            | Svizzera | 1:45.68 |          |
|      | Oliver Harraß Peter Tiefert          | Germania | 1:46.08 | +0.40    |
|      | Aleksandr Kas'janov Sergej Prudnikov | Russia   | 1:46.11 | +0.43    |
| 4    | Maximilian Arndt Alexander Rödiger   | Germania | 1:46.12 | +0.44    |
| 5    | Nicolae Istrate Ioan Dănuţ Dovalciuc | Romania  | 1:46.17 | +0.49    |
| ...  | ...                                  | ...      | ...     | ...      |

### Bob a due donne
La gara si è disputata il 9 febbraio 2008 nell'arco di due manches ed hanno preso parte alla competizione 14 compagini in rappresentanza di 12 differenti nazioni.
| Pos. | Atleti                               | Nazione     | Tempo   | Distacco |
| ---- | ------------------------------------ | ----------- | ------- | -------- |
|      | Fabienne Meyer Marina Gilardoni      | Svizzera    | 1:49.27 |          |
|      | Stefanie Szczurek Patricia Polifka   | Germania    | 1:49.32 | +0.05    |
|      | Anastasija Tambovceva Ol'ga Fëdorova | Russia      | 1:49.79 | +0.52    |
| 4    | Jamia Jackson Emily Azevedo          | Stati Uniti | 1:49.80 | +0.53    |
| 5    | Paula Walker Heather Margaret Fisher | Regno Unito | 1:49.92 | +0.65    |
| ...  | ...                                  | ...         | ...     | ...      |

### Bob a quattro
La gara si è disputata il 10 febbraio 2008 nell'arco di due manches ed hanno preso parte alla competizione 18 compagini in rappresentanza di 10 differenti nazioni.
| Pos. | Atleti                                                           | Nazione  | Tempo   | Distacco |
| ---- | ---------------------------------------------------------------- | -------- | ------- | -------- |
|      | Dmitrij Abramovič Roman Orešnikov Dmitrij Trunenkov Pëtr Moiseev | Russia   | 1:43.39 |          |
|      | Maximilian Arndt René Tiefert Robert Schönborn Alexander Rödiger | Germania | 1:43.81 | +0.42    |
|      | Manuel Machata Richard Adjei Michail Makarow Florian Becke       | Germania | 1:43.98 | +0.59    |
| 4    | Nikita Zacharov Jurij Selichov Andrej Jurkov Sergej Prudnikov    | Russia   | 1:44.16 | +0.77    |
| 5    | Oliver Harraß Gino Gerhardi Stefan Hakl Peter Tiefert            | Germania | 1:44.32 | +0.93    |
| ...  | ...                                                              | ...      | ...     | ...      |

## Medagliere
| Posizione | Nazione  | Oro | Argento | Bronzo | Totale |
| --------- | -------- | --- | ------- | ------ | ------ |
| 1         | Svizzera | 2   | 0       | 0      | 2      |
| 2         | Russia   | 1   | 0       | 2      | 3      |
| 3         | Germania | 0   | 3       | 1      | 4      |
| Totale    | Totale   | 3   | 3       | 3      | 9      |